# Железная дорога Байконура
Желе́зная доро́га Байкону́ра — вторая по протяжённости (после Обско-Карской) ведомственная железнодорожная сеть Российской Федерации. Расположена на территории арендованной Россией у Казахстана до 2050 года.
Находится под управлением Государственной корпорации «Роскосмос» в лице АО «ЦЭНКИ». Предназначена для обслуживания наземной инфраструктуры космодрома Байконур.
Ширина железнодорожной колеи — 1524 мм., общая протяжённость путей — более 500 км.

## История

Два тепловоза ПТЭ3, вывозящие транспортный установочный агрегат с ракетно-космической системой «Энергия—Буран» к стартовому комплексу (1988 год)

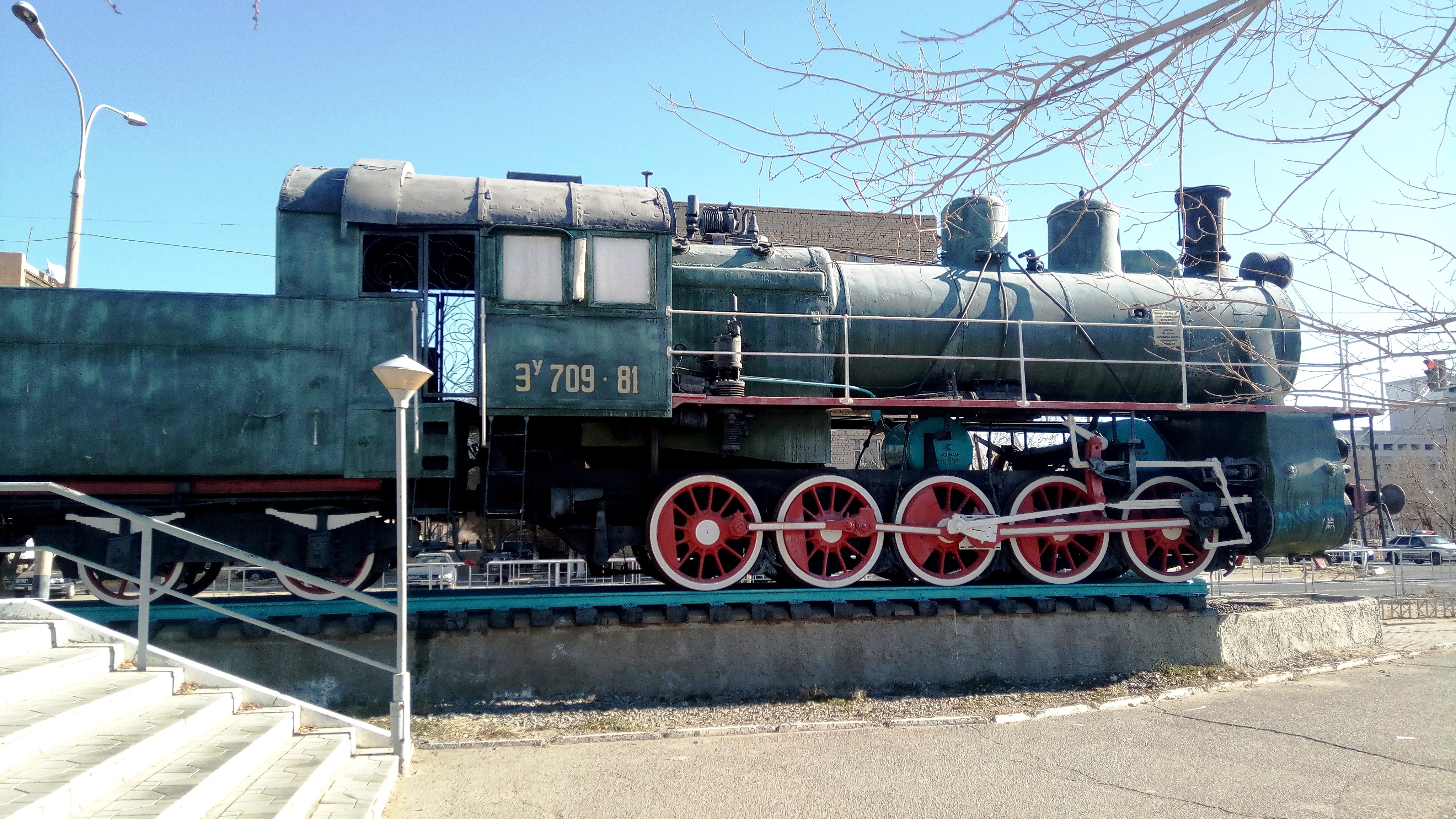
Ветеран космодрома — паровоз Э^{у}709-81 на вечной стоянке на станции «Городская» в центре города Байконур

В 1954 году в СССР было принято решение о строительстве научно-исследовательского испытательного полигона для пусков и испытаний межконтинентальных баллистических ракет (НИИП № 5), в настоящее время известного как космодром «Байконур».
В январе 1955 года на станцию Тюратам Западно-Казахстанской железной дороги прибыли два военных эшелона. В одном из них находились военные строители, в другом размещались специальный противочумный и банно-прачечный отряды. Весной прибыл начальник строительства инженер-полковник Г. М. Шубников, тот самый, что руководил возведением монумента воину-освободителю по проекту Е. В. Вучетича в Трептов-парке в Берлине.
Средь голой степи были развёрнуты жилые лагеря. Эшелоны с тяжелой техникой и материалами шли в Тюратам непрерывно. Всё строилось одновременно – стартовые площадки, пусковые комплексы, монтажно-испытательные корпуса, жилой поселок Ташкент-90, впоследствии ставший городом Байконуром. 
Строительство железных дорог выполнялось силами отдельных батальонов железнодорожных войск. Каждый очередной объект полигона начинался с подъездных путей. Первые рельсы пошли от Тюратама на север, к стартовой площадке номер один («Гагаринский старт»). Сюда паровозами доставлялись платформы с экскаваторами и тяжёлыми бульдозерами. Но, ещё до окончания строительства Гагаринского старта, с другой площадки, был осуществлён первый пуск межконтинентальной баллистической ракеты Р-7. Это событие случилось 6 мая 1957 года.
В полувековой юбилей космодрома у станции «Городской», в центре города Байконура, был установлен памятник – паровоз Эу709-81, изготовленный на Луганском заводе в 1930 году. Именно паровозы такого типа были задействованы в проведении первых строительных работ на космодроме и обеспечении пусков первых ракет.
В 1988 году, для обеспечения запуска космического корабля «Энергия-Буран», на Байконуре был смонтирован специальный установщик, дважды отвозивший гигантскую семидесятиметровую ракету-носитель с космопланом «на спине» на места стартов. Размерами эта конструкция была почти с футбольное поле, на пусковую площадку её тянули два двухсекционных тепловоза ПТЭ3, движущиеся по двум параллельно идущим путям с межосевым расстоянием в 18 метров. Рельсы и костыли на путях были из специальной стали, а вместо шпал лежали плиты из особого армированного бетона. Оба локомотива управлялись одним машинистом по системе многих единиц.
До 2000-х годов, путевое хозяйство Байконура обслуживалось двумя батальонами Железнодорожных войск. Локомотивные бригады комплектовались в основном гражданскими специалистами.

## Современное состояние

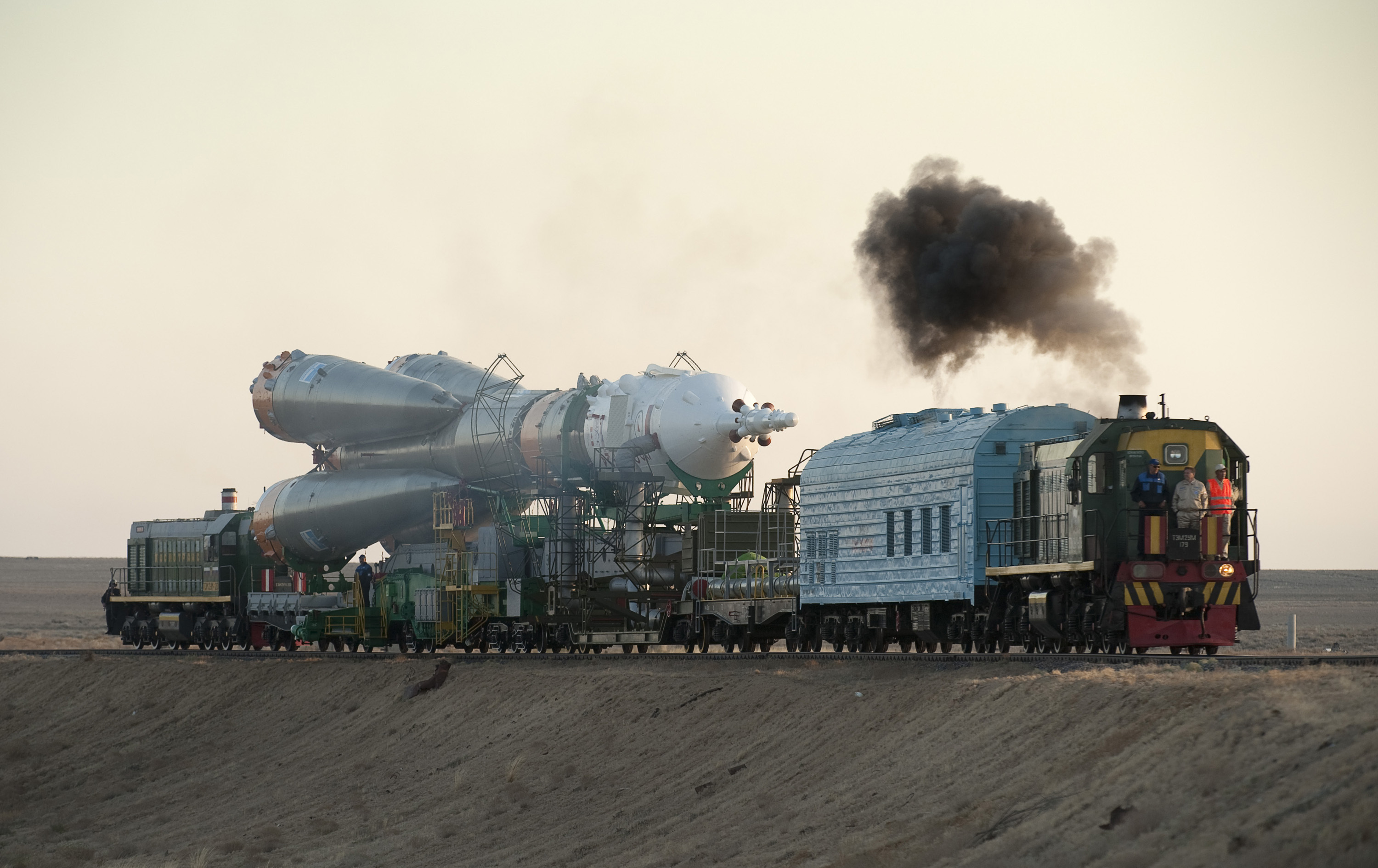
Тепловозы ТЭМ2 транспортируют ракету-носитель «Союз»

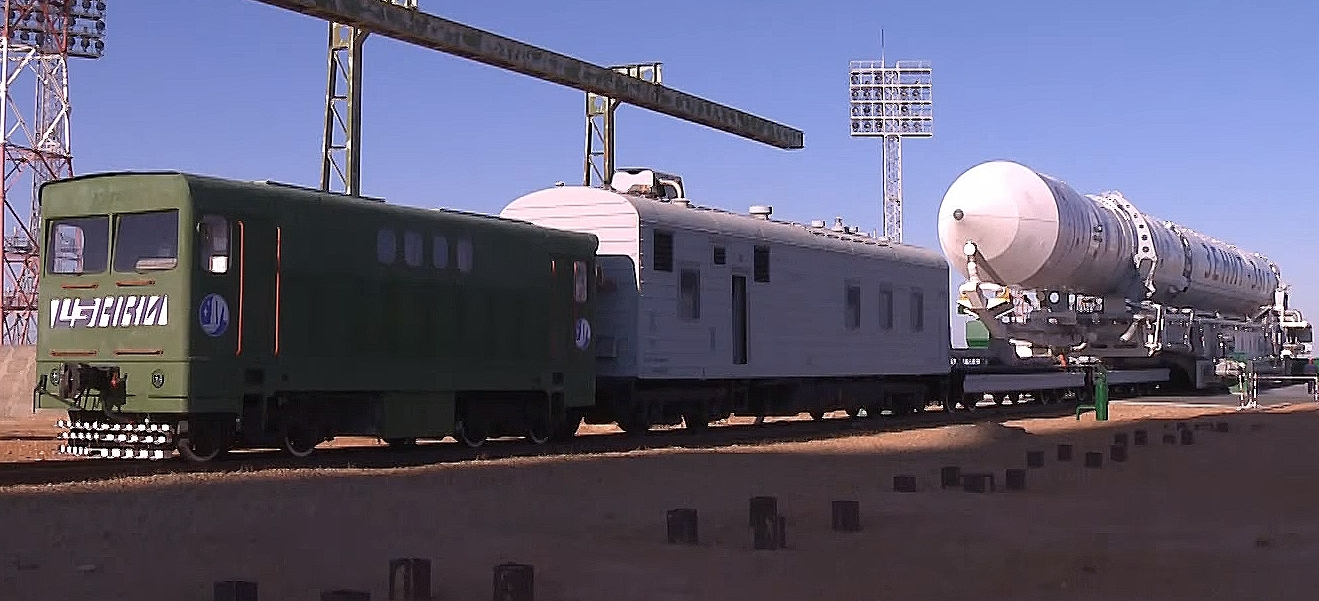
Аккумуляторный дистанционно управляемый электровоз — предназначен для увода установщика от ракеты незадолго до старта, так как нахождение рядом с заправленной ракетой опасно

Станция «Городская» в городе Байконур

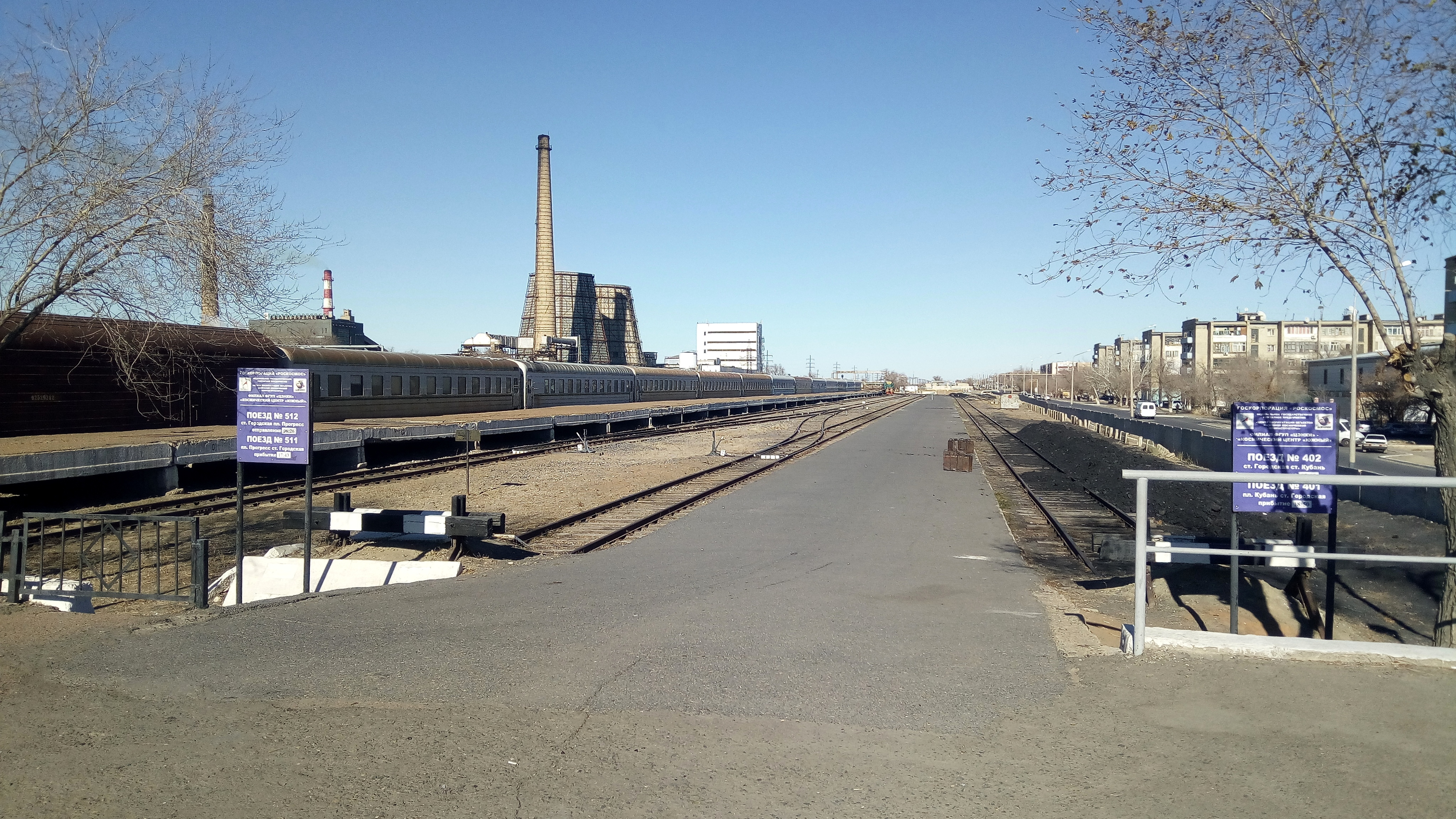
Платформы станции «Городская»

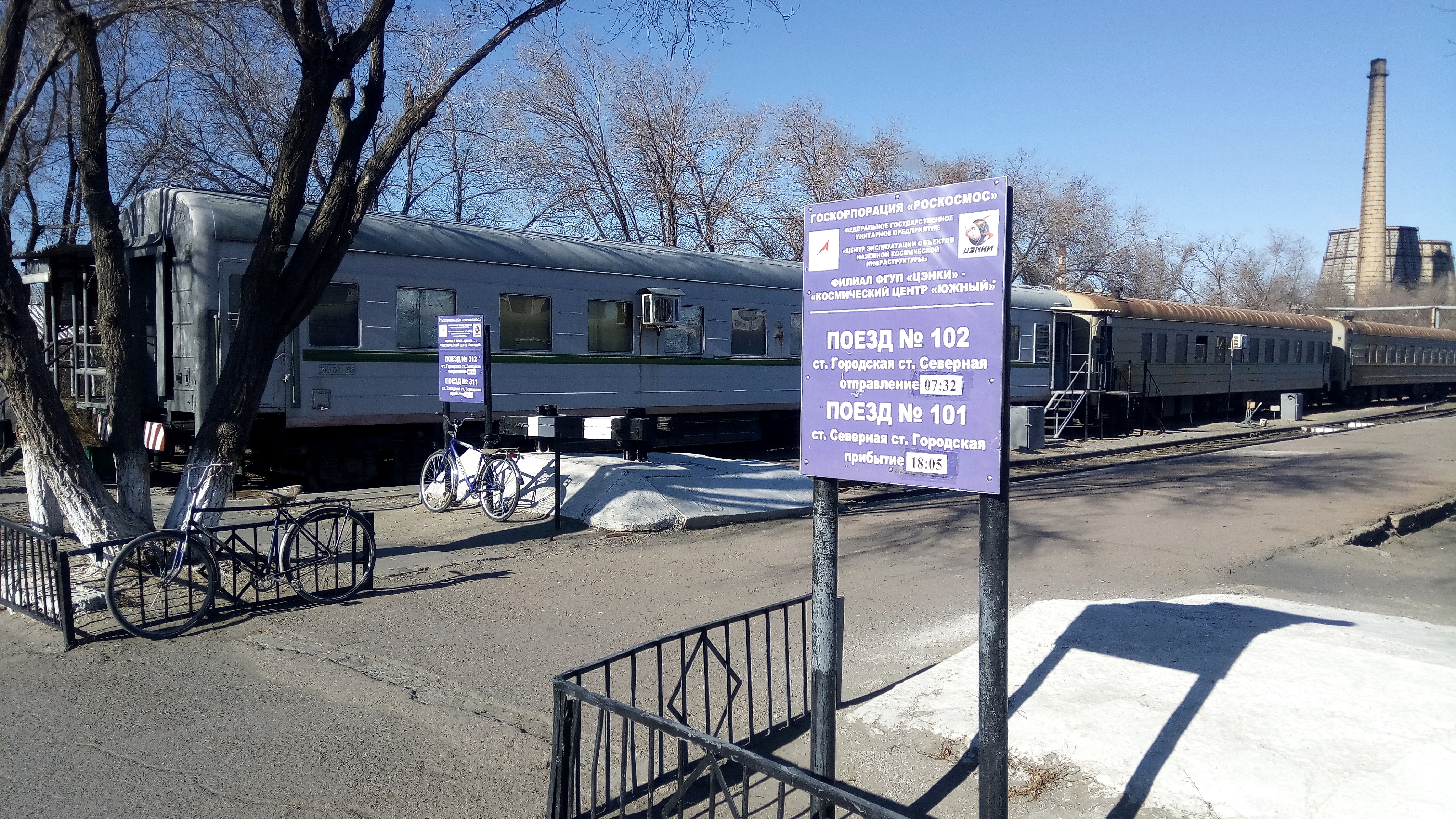
Пассажирские вагоны на станции «Городская»

В настоящее время вся железнодорожная сеть космодрома контролируется АО «ЦЭНКИ», а точнее НПФ «Космотранс», являющемся его подразделением. Фирма осуществляет внутрикосмодромные грузовые перевозки, а также пассажирские перевозки по космодрому, занимающему площадь 6717 км². В грузовые перевозки входит перевозка ракет-носителей, спутников от монтажно-испытательных корпусов на сборку ракет-носителей, а также транспортировка ракет-носителей на старт, перевозка горюче-смазочных материалов и запчастей.
Кроме этого, НПФ «Космотранс» перевозит космические аппараты и ракеты-носители по железным дорогам общего пользования с мест их производства (предприятий промышленности) на космодром Байконур. Для перевозки космических кораблей «Союз» и «Прогресс» используются специальные вагоны ВИ и ВО. ВИ — вагон изделия, где находится космический аппарат, ВО — вагон обслуживания, где находятся установки поддержания заданного температурно-влажностного режима. Эти вагоны собираются в литерные составы, которые останавливаются только для техосмотра и смены локомотива. Они имеют безусловный приоритет на железной дороге.
Железная дорога на космодроме не электрифицирована. Имеет стандартную широкую колею — 1524 мм. Общая протяжённость путей — более 500 км. (470 км путей общего и 40 км путей специального назначения), 22 железнодорожные станции, 33 маневровых района, более 40 переездов. Обслуживается в основном локомотивами типов ТЭМ2У и ТЭМ2.
Пассажирское движение организовано от станции «Городская», расположенной в центре города Байконур. Отсюда ходят пассажирские поезда-мотовозы до станций: Западная, Юбилейная, Прогресс, Северная, Кубань и Восточная. Каждая станция на железнодорожной сети Байконура – это либо пусковая площадка, либо важнейший объект вроде кислородно-азотного завода, монтажно-испытательного корпуса или базы ПВО. Кроме того, рядом со станциями Северная, Песчаная, Алмазная, Западная и Восточная, располагаются жилые посёлки, в которых до сих пор проживают люди — это рабочий и обслуживающий персонал, а также гости космодрома.
До самой дальней станции — три часа езды (около 90 километров).
Мотовозы комплектуются из купейных и межобластных вагонов, произведённых в 1970-х — 1980-х годах на заводах Аммендорф в ГДР. Для посадки в вагон нужен пропуск на соответствующую площадку. Проезд — бесплатный.
Ввиду того, что космических пусков становится меньше, фронт работ у «Космотранса» сокращается. По состоянию на 2007 год на балансе фирмы значилось 8 тепловозов, 50 пассажирских вагонов, а также грузовые и специальные вагоны, количество работников составляло 800 человек, причём 80 % из них – граждане Казахстана.
В ноябре 2019 года пассажирские перевозки по железной дороге Байконура были прекращены и заменены автобусными.

### Видео
- Железная дорога космодрома Байконур / Факты. Юрий Риммер
- Железная дорога на орбиту / Сюжет телестудии Роскосмоса